# Turó de les Mosques
El Turó de les Mosques és una muntanya de 233 metres que es troba al municipi del Perelló, a la comarca catalana del Baix Ebre.